# مقامات بدیع‌الزمان همدانی

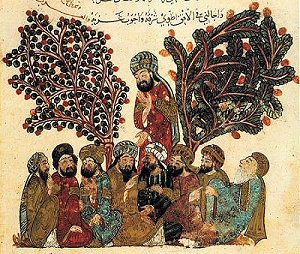
صفحه‌ای از مقامات بدیع‌الزمان همدانی

او ساسی است که جز بر لباس یتیمان نمی‌افتد، ملخی است که جز بر مزرعهٔ حرام فرود نمی‌آید، دزدی است که جز به خزانهٔ اوقاف نقب نمی‌زند، راهزنی است که جز بر ضعیفات یورش نمی‌آورد، گرگی است که خلق خدای را جز بین رکوع و سجود پاره نمی‌کند، جنگجویی است که مال خدا را جز پیش چشم شاهدان و عاهدان غارت نمی‌کند. او دست از دینش شسته و دنائت خویش را پنهان ساخته است. لسانِ قضاوت او درست است، و زبان و دستش کج. او سبیلش را کوتاه ساخته (ظاهرش را آراسته) و در عوض دامش را گسترده است. زبان‌آوری و ورع او به چشم می‌زند، در حالی که دروغ‌ها و طمع‌کاری‌اش پنهان است.

بدیع‌الزمان همدانی؛
مقامات مهم‌ترین اثر بدیع‌الزمان همدانی که به عربی نوشته شده‌است که اول بار به همراه شرح آن، در سال ۱۸۸۹ میلادی در بیروت به طبع رسید. تعداد آن‌ها ۵۱ مقامه است. ثعالبی شمار مقامات را ۴۰ نوشته‌است ولی باید دانست که منشأ این قول از بدیع‌الزمان می‌باشد زیرا وی در رساله‌ای که آن را در انتقاد از قصیدهٔ ابوبکر خوارزمی نوشته، تعداد مقامات را ۴۰ ذکر کرده‌است ولی همان‌طور که کارل بروکلمان عقیده دارد منظور بدیع‌الزمان در این رساله تعیین عدد واقعی مقامات نمی‌باشد بلکه وی فقط جنبهٔ مفاخره و برتری را در نظر داشته‌است. از مقامات بدیع‌الزمان نسخ خطی متعدد در کتابخانه‌های مختلف دنیا مانند فرانسه، آلمان، ترکیه باقی مانده‌است و آن چندین بار در نقاط مختلف جهان به چاپ رسیده‌است، از جمله در سال ۱۸۸۹ در بیروت با شرح شیخ محمد عبده و یکبار هم در ایران بسال ۱۲۹۵ قمری با چاپ سنگی به چاپ رسیده‌است.
اثر ارزنده‌ای که مقام بدیع‌الزمان را در ادب عربی ممتاز می‌کند و او را مبتکر واقعی مقامه‌نویسی نشان می‌دهد، مقامات اوست. بدیع‌الزمان اغلب این مقامات را در نیشابور انشاء نمود و گفته‌اند که آن‌ها را برای شاگردان خویش در پایان درس قرائت می‌کرده است. موضوع مقامات تنها شامل کدیه و دریوزگی نمی‌باشد بلکه قهرمان مقامات یعنی ابوالفتح اسکندری در لباس مختلفی ظاهر می‌شود و از مسائل گوناگونی چون ادیبی توانا سخن می‌گوید و با بیان شیوا و ساحر خود هر لحظه در جلب دینار و درهم حلیلهٔ دیگری بکار می‌بندد. وی در شهرهای مختلف به سیاحت می‌پردازند و شاید این امر موجب است که بدیع‌الزمان نام شهرهای مختلف بخصوص شهرهای ایران را بر مقامات خود بگذارد. بدیع‌الزمان در مقامات داستان و قصه را هدف اساسی قرار نمی‌دهد بلکه او داستان را بهانه قرار داده‌است تا بدین وسیله عبارات مسجوع را همراه با تشبیه و کنایه و استعاره و ضرب‌المثل بدنبال یکدیگر تحریر کند از همین جاست که برای خود موضوع معینی در نظر نگرفته و اطراف موضوعات مختلف سخن گفته‌است.
مقامات نه تنها در کدیه نوشته شده بلکه عاری از جنبهٔ تعلیمی نیز نمی‌باشد اما اسلوب مقامات عبارت از آوردن سجع‌ها و عباراتی است که خواننده را بخود جلب کند و او را در استعمال لغات غریب و اشعار و صنایع لفظی و معنوی به شگفت اندازد. سجع‌های او لطیف است و در آنها تکلفی دیده نمی‌شود گویی وی صیاد ماهری است که کلمات متناسب را شکار می‌کند و هریک را در موضع مناسب خود می‌نشاند. پس برای بدیع‌الزمان تعبیری در مقامات دشوار بنظر نمی‌رسد و کلمات از نظر وی مخفی نمی‌شوند بلکه الفاظ از هر طرف به نزد وی روی می‌کنند تا او مطابق میل خود آنها را انتخاب نماید و هرگونه که می‌خواهد بکار برد.
از همین‌جا بر وسعت ذوق لغوی بدیع الزمان در مقامات می‌توان پی برد و بر اقتدار زاید الوصف وی در ادب عربی حکم کرد. در مقامات بدیع الزمان روح فکاهی نیز مشاهده می‌شود و همین امر موجب می‌گردد که مقامات در دل مردم مقبول واقع شود و به جملات مسجع و کلمات غریب خواننده را ملول نسازد. مقامات بدیع الزمان از بهترین آثار ادبی عربی بشمار می‌رود.